# 삼성증권 테니스단
삼성증권 테니스단은 대한민국의 테니스단이다. 2015년 3월 운영 방식을 팀 운영에서 선수 개별 후원으로 바꾸면서 사실상 해체됐다.

## 연혁
- 1992년 10월 삼성물산 테니스단 창단
- 1999년 1월 삼성증권에서 테니스단 인수
- 2015년 3월 테니스단 해체

## 선수단

### 선수
| - 성인팀 - 남지성 - 이소라 | - 주니어팀 - 정현 - 장수정 |

#### 역대 주요 선수
- 박성희 (1992~2001)
- 윤용일 (1995~2003)
- 이형택 (1995~2009)
- 조윤정 (1996~2008)
- 전미라 (1999~2005)

### 코칭 스태프
- 감독 : 김일순
- 코치 : 윤용일, 조윤정

## 지원 현황
- 삼성증권배 국제 남자 챌린저 테니스 대회
- 삼성증권배 휠체어 테니스 대회
- 꿈나무 육성 프로그램

## 같이 보기
- 삼성증권
- 삼성스포츠